# Spil (mekanisk)
 For alternative betydninger, se Spil. (Se også artikler, som begynder med Spil)
Et spil er en mekanisk konstruktion med stor udveksling, som anvendes til at trække og slække tovværk, wirer eller kæder.
I den mest enkle form består et spil af en tromle forsynet med et håndtag, medens mere avancerede spil aktiveres med damp med en dampmaskine, trykluft med en trykluftsmotor, elektrisk med en elektromotor, hydraulisk med en hydraulikmotor, en diesel- eller benzinmotor.

## Anvendelsesområder

### Automobiler
- Lastbilspil og på terrain-gående biler.
- Bjærgningskøretøjer

### Fly
- Optrækningsspil til svævefly.

### Forskelligt
- Håndholdtspil

### Søfart
- Ankerspil
- Bomspil
- Bradspil
- Capstan
- Fortøjringsspil